# 莫尔道嘎林业局
莫尔道嘎林业局是一个位于中华人民共和国内蒙古自治区额尔古纳市的类似乡级单位，亦是中国内蒙古森林工业集团所属的一个林业局。
莫尔道嘎林业局始建于1967年，位于大兴安岭西北麓，与俄罗斯隔额尔古纳河相望。经营总面积455225公顷，有林地面积431944公顷，森林覆盖率94.91%。

## 行政区划
莫尔道嘎林业局下辖以下单位：
新青林场、胜利林场、太平林场、天平林场、安格林林场、红旗林场、永红林场、长青林场。